# 托马斯·莱德斯特伦
托马斯·莱德斯特伦（瑞典語：Thomas Lejdström，1962年5月31日—），瑞典男子游泳运动员。他曾代表瑞典参加1980年和1984年夏季奥林匹克运动会游泳比赛，其中1984年奥运会获得一枚铜牌。